# Anta de São Brissos

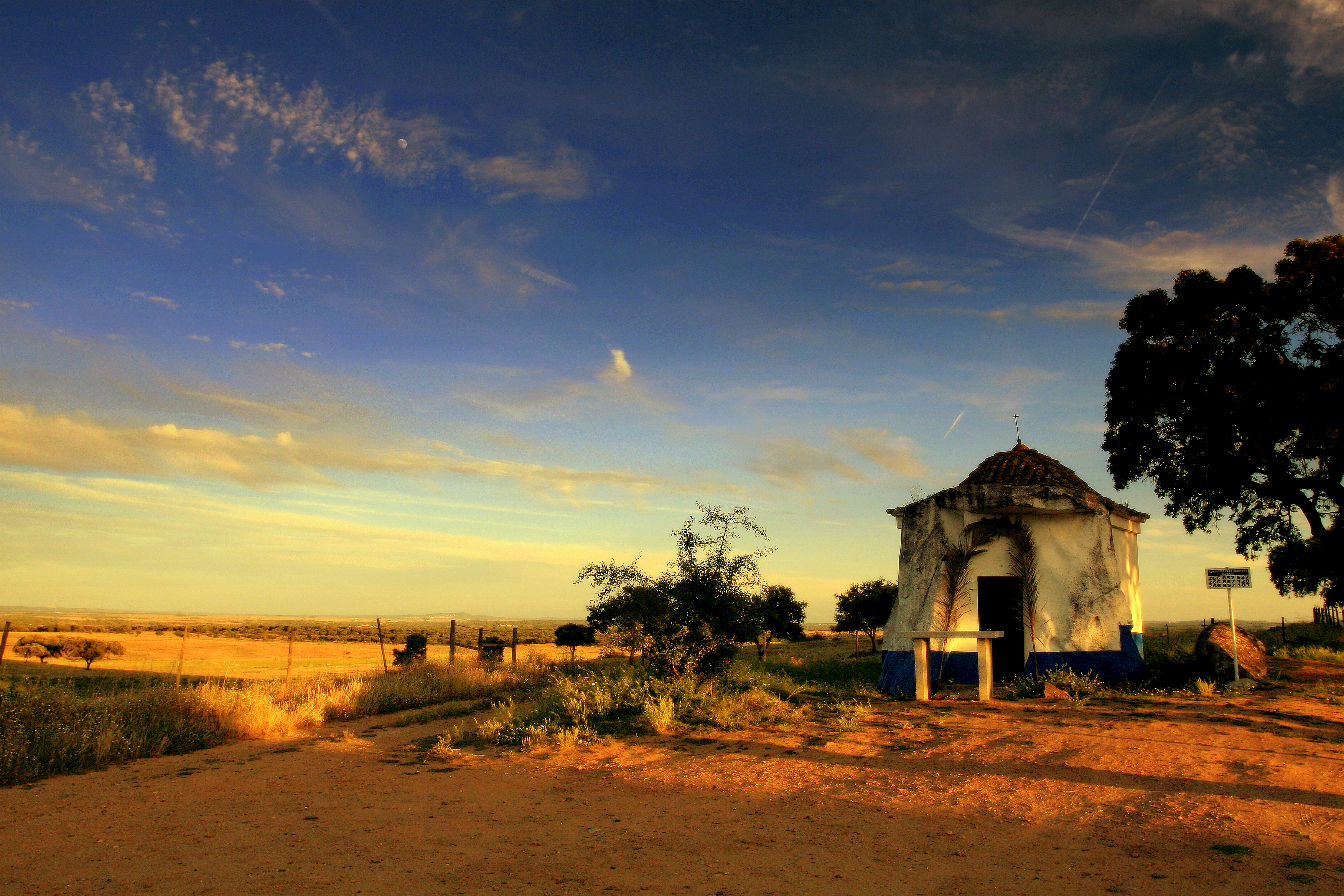
Anta-capela de São Brissos

A Anta de São Brissos, construída entre o IV e o III milénio a.C., situa-se na aldeia de S. Brissos, freguesia de Santiago do Escoural, no município de Montemor-o-Novo.
A anta encontra-se actualmente transformada numa pequena capela, datada do século XVII, sendo, por isso, igualmente conhecida como Anta de Nossa Senhora do Livramento ou Anta-Capela de Nossa Senhora do Livramento.
A anta-capela incorpora três dos esteios originais, assim como parte da cobertura original da câmara. A abertura virada a nascente foi tapada.
Está classificada como Monumento Nacional desde 1910.